# ナガ10
ナガ10とは全角文字10x10ピクセル・半角文字5x10ピクセルの日本語ビットマップフォントである。bdf形式で配布されている。ゴシック体、丸ゴシック体の「ナガまる10」、明朝体風の「ナガみん10」を含む。JIS第1水準・第2水準に対応している。
東風フォントのビットマップ部分の埋め込みとしても使われていた。

## ライセンス
営利目的で利用する場合には著作者に相談する必要がある。
またアーカイブ構成の変更を禁止しており、形式の変換以外の改変は許可されていない。
Debianにはnon-freeとして含まれている。